# فرودگاه صحرایی برندزینو لاو فیلد
فرودگاه صحرایی برندزینو لاو فیلد (به انگلیسی: Ernest A. Love Field) (به زبان بومی: Ernest A. Love Field) یک فرودگاه همگانی بهره‌برداری هوایی با کد یاتا PRC است که یک باند فرود آسفالت دارد و طول باند آن ۲۳۲۱ متر است. این فرودگاه در شهر پرسکت، آریزونا کشور ایالات متحده آمریکا قرار دارد و در ارتفاع ۱۵۳۸ متری از سطح دریا واقع شده است.